# Tomás de Figueroa
Tomás de Figueroa Caravaca (* 1747 in Estepona bei Málaga, Spanien; † (hingerichtet) 2. April 1811 in Santiago de Chile) war ein spanischer Offizier. Er unternahm am 1. April 1811 einen gescheiterten Putsch gegen die Regierungsjunta in Chile.

## Leben
Figueroa wurde 1747 in Andalusien als Sohn von Gonzalo de Figueroa und María Caravaca y Ollán geboren. Nach dem Schulbesuch schlug er eine militärische Laufbahn ein und trat mit 18 Jahren ins Gardekorps von König Karl III. ein.
Nachdem er einen Rivalen in Liebesdingen im Duell erschossen hatte, wurde er zunächst zum Tode verurteilt, die Strafe wurde dann aber in eine Versetzung in die Neue Welt abgemildert. 1775 traf Figueroa in Valdivia in Chile ein. Er heiratete Rosa Polo, mit der er wenigstens zwei Söhne, Manuel Antonio und Gonzalo, hatte.
Figueroa wird als wagemutiger Haudegen und Abenteurer geschildert. Für Befehlsverweigerung landete er im Gefängnis, entfloh aber und setzte sich nach Kuba ab. Nach seiner Begnadigung kehrte er 1790 nach Valdivia zurück und übernahm als Hauptmann den Befehl über das dort stationierte Bataillon, wo er an der Niederschlagung eines Indianeraufstands und der Entdeckung der Ruinen des antiken Osorno beteiligt war. Er wurde schließlich zum Oberst befördert und befehligte die Truppen in Concepción.
Nach der Machtübernahme der Regierungsjunta am 18. September 1810 unterzeichnete Figueroa – trotz seiner royalistischen Gesinnung – im Oktober die Anerkennung der neuen Regierung.
Am 1. April 1811 führte er dann einen Putsch gegen diese Regierung. Anlass waren die Wahlen für die Delegierten zum Nationalen Kongress, die für Santiago angesetzt waren.
Die Vorgeschichte der Verschwörung ist bis heute ungeklärt, aber es hat den Anschein, dass Figueroa von einer Gruppe von Putschisten zum Anführer ausgerufen wurde. Ziel des Staatsstreichs war die Wiederherstellung der königlich spanischen Herrschaft unter dem 1810 abgesetzten Ex-Gouverneur Francisco Antonio García Carrasco. Am Morgen des 1. April erhoben sich die Soldaten der San-Pablo-Kaserne gegen ihre Befehlshaber und unterstellten sich mit den Rufen: „Es lebe der König! Es sterbe die Junta!“ (spanisch: „¡Viva el Rey!, ¡Muera la Junta!“) dem Befehl Figueroas.
Nach einem Appell zog Figueroa mit den Soldaten unter klingendem Spiel durch die Gassen von Santiago auf den Versammlungsort der Junta und der Stadtversammlung von Santiago zu. Dort fanden sie allerdings leere Räume vor, die Regierung unter Juan Martínez de Rozas war vorsorglich untergetaucht. Sie versammelten sich im Haus von Fernando Márquez de la Plata und befahlen dem Kommandanten Juan de Dios Vial, den Aufstand militärisch niederzuschlagen.
Die Putschisten waren indes enttäuscht zum Hauptplatz gezogen, wo das Oberste Gericht, die Real Audiencia von Chile unter dem Vorsitz von Juan Rodríguez Ballesteros tagte. Figueroa brachte dort seine Forderungen vor, doch die Richter wollten vor allem Blutvergießen vermeiden. Sie sagten zu, seine Forderungen bei der Regierung vorzubringen.
In der Zwischenzeit hatte ein Trupp von rund 500 granaderos unter dem Befehl von Vial und Luis Carrera den Platz erreicht und nach kurzem Feuergefecht die Aufständischen besiegt. Figueroa floh ins Kloster Santo Domingo, wo er auf Schutz hoffte. Die Regierungstruppen stürmten das Kloster und nahmen ihn gefangen.
Ihm wurde ein kurzer Prozess gemacht. Ein Abgesandter der Regierung, Juan Enrique Rosales und zwei Assessoren und Schreiber führten ihn durch. Figueroa weigerte sich, Mitverschwörer zu nennen und übernahm die gesamte Verantwortung. Er wurde zum Tode verurteilt. Nachdem ihm noch Gelegenheit zur Beichte gegeben wurde, richtete man ihn in den Morgenstunden des 2. April 1811 hin.
Sein Leichnam wurde öffentlich zur Schau gestellt und dann begraben. Am 20. Februar 1815, nachdem die Spanier die Macht in Chile nach der Niederlage der Patrioten in der Schlacht von Rancagua zurückerobert hatten, wurde sein Leichnam exhumiert und mit großer Zeremonie in die Kathedrale von Santiago überführt.